# Carpo (měsíc)
Carpo (kar'-poe, IPA: /kɑrpoʊ/; řecky Καρπώ) nebo též Jupiter XLVI, je přirozený satelit Jupiteru. Byl objeven v roce 2003 skupinou astronomů z Havajské univerzity vedených Scottem S. Sheppardem a dostal prozatímní označení S/2003 J 20, platné do března 2005, kdy byl definitivně pojmenován po Karpó, jedné z Hór a dceři Dia (Jupitera).

## Fyzika
Carpo má přibližný průměr 3 km a Jupiter oběhne ve vzdálenosti 17,145 Gm jednou za 458,6 dnů, s inklinací 56° k ekliptice (55° k rovníku Jupiteru), s vysokou excentricitou 0,4316. Carpo je retrográdní satelit (má opačný směr oběhu).